# Alfred Goldscheider
Johannes Karl August Eugen Alfred Goldscheider (ur. 4 sierpnia 1858 w Sommerfeld, zm. 10 kwietnia 1935 w Berlinie) – niemiecki lekarz neurolog. 

## Życiorys
Urodził się w 1858 roku w Sommerfeld (dzisiejsze Lubsko) jako syn lekarza Maxa Goldscheidera. Uczęszczał do gimnazjum w Stendal, a następnie studiował medycynę w Instytucie Medyczno-Chirurgicznym Fryderyka Wilhelma w Berlinie. W 1881 roku zdał egzaminy państwowe, a następnie przez siedem lat praktykował jako lekarz wojskowy w Schweidnitz (dziś Świdnica), Neiße (dziś Nysa), Berlinie i Stendal. Od 1891 roku był asystentem Emila du Bois-Reymonda. W tym samym roku habilitował się. Od 1894 roku ordynator szpitala Moabit, a od 1906 roku Rudolf Virchow-Krankenhaus. W 1910 roku zastąpił Senatora na stanowisku dyrektora berlińskiej polikliniki uniwersyteckiej. Ostatecznie został profesorem na Uniwersytecie w Berlinie. Zmarł 10 kwietnia 1935 roku, wskutek zaburzeń rytmu serca powikłanych udarem mózgu.

## Dorobek naukowy
W latach 90. XIX wieku pracował z Edwardem Flatauem nad budową komórek nerwowych i zmianami jakie w nich zachodzą pod wpływem różnych bodźców. Rezultatem tych badań była wspólna praca Normale und pathologische Anatomie der Nervenzellen. Opisał także jako jeden z pierwszych genetycznie uwarunkowaną chorobę skóry, epidermolysis bullosa.

## Wybrane prace
- Diagnostik der Nervenkrankheiten. Berlin 1893
- Ueber den Schmerz in physiologischer und klinischer Hinsicht. Berlin: Hirschwald, 1894
- Ernst Viktor von Leyden, Alfred Goldscheider: Die Erkrankungen des Rückenmarkes und der Medulla oblongata. Wien: Hölder, 1897
- Edward Flatau, Alfred Goldscheider: Normale und pathologische Anatomie der Nervenzellen: auf Grund der neueren Forschungen. Berlin: H. Kornfeld, 1898
- Die Bedeutung der Reize für Pathologie und Therapie im Lichte der Neuronlehre. Leipzig: Barth, 1898
- Physiologie des Muskelsinnes. Leipzig: Barth, 1898
- Physiologie der Hautsinnesnerven. Leipzig: Barth, 1898
- Das Schmerzproblem. Berlin: J. Springer, 1920
- Therapie innerer Krankheiten. Berlin: J. Springer, 1929